# Pereira da Silva (poeta)
Antônio Joaquim Pereira da Silva (Araruna, 9 de novembro de 1876 — Rio de Janeiro, 11 de janeiro de 1944) foi um advogado, jornalista e poeta brasileiro. Foi também crítico literário nos jornais “A Cidade do Rio” utilizando-se do pseudônimo ‘J. d'Além’, “Gazeta de Notícias”, “Época” e “Jornal do Commercio”.

## Obras
- Voe solis[1]
- Solitudes[1]
- Beatitudes[1]
- Holocausto[1]
- O pó das sandálias[1]
- Senhora da melancolia[1]
- Alta noite[1]

## Academia Brasileira de Letras
Eleito em 23 de novembro de 1933, sucessor de Luís Carlos na cadeira 18, tendo tomado posse em 26 de junho de 1934.

## Academia Paraibana de Letras
É patrono da cadeira 34 da Academia Paraibana de Letras, que tem como fundador Alcides Carneiro, atualmente ocupada por Humberto Mello.